# Почётные прозвания в России
В Российской империи существовала традиция почётных именований-титулов в виде географических приставок, которые присоединялись к основной фамилии российских выдающихся личностей, как правило, полководцев, как знак награды их военной победы — в подражание древнеримской традиции.  Они именовались прозваниями, наименованиями, проименованиями или титулами и жаловались самостоятельно или одновременно с графским или княжеским титулом или дворянским достоинством. В первом случае, как правило, к потомству они не переходили.
В Древней Руси некоторые князья носили прозвища по выигранным им битвам, эти прозвища, по всей видимости, попали в летописи из устной традиции. В Российской империи почётные прозвания жаловались указом правящего монарха. Наряду с этим,  бытовали в обществе и попали в мемуарные и исторические работы сатирические прозвания некоторых лиц, копирующие форму почётных прозваний.

## Древняя Русь
По крайней мере два средневековых русских князя получили прозвания в честь выигранных ими сражений. Именно под этими прозваниями они и стали известны в истории.
| Упоминание начиная                   | Прозвание | Кто жалован                                               | Портрет | Примечания                                                                                       |
| ------------------------------------ | --------- | --------------------------------------------------------- | ------- | ------------------------------------------------------------------------------------------------ |
| XV век                               | Невский   | Александр Ярославич (1221—1263) Князь Новгородский        |         | За победу в Невской битве (на реке Нева) 15 июля 1240 года.                                      |
| XVI век (во времена Иоанна Грозного) | Донской   | Димитрий Иоаннович (1350—1389) Великий князь Владимирский |         | За победу в Куликовской битве (между реками Дон, Непрядва и Красивая Меча) 8 сентября 1380 года. |

## Цари и императоры
| Упоминание начиная | Прозвание    | Кто жалован                                                                                            | Портрет | Примечания |  |
| ------------------ | ------------ | --- | ------- | --- |  |
| XIX век            | Грозный      | Ива́н IV Васи́льевич (1530—1584) Первый венчанный Государь, Царь и Великий Князь всея Руси               |         | Впервые — в «Истории Российской» В. Н. Татищева.                                                                           |  |
| При жизни          | Великий      | Петр I (1672—1725) Последний Государь, Царь и Великий Князь всея Руси и первый Император Всероссийский |         | Принял титул Петра Великого одновременно с титулом Императора Всероссийского по прошению сенаторов от 2 октября 1721 года. |  |
| При жизни          | Великая      | Екатерина II (1729—1796) Императрица Всероссийская                                                     |         | |  |
| При жизни          | Освободитель | Александр II (1818—1881) Император Всероссийский                                                       |         | За отмену крепостного права, за освобождение Болгарии                                                                      |  |
| При жизни          | Миротворец   | Александр III (1845—1894) Император Всероссийский                                                      |         | В годы его царствования Россия не вела ни одной войны                                                                      |  |

## Почётные пожалованные прозвания
Хронологическое перечисление наградных титулов. Фамилии, не связанные с военными победами, выделены цветом.
| Дата пожалования     | Прозвание            | Кто жалован | Портрет                     | Примечания | Наследование |
| -------------------- | -------------------- | --- | --------------------------- | --- | --- |
| 1707                 | Герцог Ижорский      | Светлейший князь Александр Данилович Меншиков                                                                   |                             | За победы на начальном этапе Северной войны, приведшие к присоединению Ингерманландии к России. | Носил титул до 1728 года. |
| 1770                 | Чесменский           | Генерал-аншеф граф Алексей Григорьевич Орлов (1737—1807)                                                        |                             | За победу в Чесменском бою 5—7 июля 1770 года в ходе Русско-турецкой войны 1768—1774 годов получил право присоединить к фамилии наименование Чесменского и стал известен как граф Орлов-Чесменский. Тот же титул носила и его единственная дочь. Фамилию Чесменский также носил его незаконнорождённый сын генерал-майор Александр Алексеевич Чесменский (1763—1820). Род А. Г. Орлова-Чесменского угас с его смертью 24 декабря 1807 (5 января 1808) года; в женском колене — 5 (17) октября 1848 года). | - Орлова-Чесменская, Анна Алексеевна. Потомства не имела, фамилия пресеклась. - Чесменский, Александр Алексеевич — внебрачный сын. Получил это прозвище как собственную фамилию, по принципу образования фамилий незаконных детей. |
| 10 июля 1775         | Крымский (I)         | Генерал-аншеф князь Василий Михайлович Долгоруков (1722—1782)                                                   |                             | За покорение Крыма летом 1771 года в ходе Русско-турецкой войны 1768—1774 годов. Пожалован титулом Крымский (ad personam – дети его носили только родовой титул князей Долгоруковых), шпагой с алмазами и алмазами к ордену Св. Андрея в день празднования мира с Турцией. Род угас в 1993 году. | |
| 10 июля 1775         | Задунайский          | Генерал-фельдмаршал граф Пётр Александрович Румянцев (1725—1796)                                                |                             | За победу в Русско-турецкой войне 1768—1774 годов, в ходе которой русские войска под командованием П. А. Румянцева успешно переправились за Дунай, Именным Высочайшим указом в день празднования мира с Турцией повелено присоединить к фамилии его проименование Задунайский и именоваться графом Румянцовым-Задунайским (ad personam – дети его носили только родовой титул граф Румянцевых). Умер 8 (19) декабря 1796 года. Род его угас 24 января (5 февраля) 1838 года. | Сыновья (Михаил, Николай и Сергей) под второй частью фамилии неизвестны. |
| 8 июня 1787          | Таврический          | Генерал-фельдмаршал граф Григорий Александрович Потёмкин (1739—1791)                                            |                             | За присоединение к России Тавриды в 1783 году. Именным Высочайшим указом графу Г. А. Потёмкину, имевшему с 1776 года княжеское Римской Империи достоинство, пожалован титул Таврического, и повелено именоваться впредь Светлейшим князем Потёмкиным-Таврическим. Использовался и титул Князь Таврический. Род его угас с его беспотомственной смертью 5 октября 1791 года. | Законного потомства не имел. |
| 6 октября 1789       | Граф Ры́мникский      | Генерал-аншеф Александр Васильевич Суворов, имеющий графское Римской Империи достоинство (1729—1800)            |                             | За победу при Рымнике (на реке Рымник; рум. Râul Râmnicul Sărat) 11 (22) сентября 1789 года в ходе Русско-турецкой войны 1787—1792 годов Именным Высочайшим указом возведён в графское Российской Империи достоинство с наименованием граф Суворов-Рымникский (потомственно). В его герб была внесена пониженная волнистая перевязь с надписью «Р. РЫМНИКЪ» (ОГ II, 14). Впоследствии был возведён в достоинство князя Италийского (см. ниже). | Титулы наследовались. См. Потомки по прямой линии. Род пресёкся к 1893 году (в женском поколении в 1927 году). |
| 16 мая 1790          | Барон Закомельский   | Генерал-аншеф Иван Иванович Меллер (1725—1790)                                                                  |                             | За взятие Очакова 6 (17) декабря 1788 года в ходе Русско-турецкой войны 1787—1792 годов пожалован «во всемилостивейшем уважении на ревностную службу и труды» двумя частями (Бармутинской и Череухинской) Закомельской (за рекой Комелью) волости Усвятского староства Полоцкой губернии и дипломом на баронское достоинство, в коем указано, чтобы барон Иван Иванович Меллер в дальнейшем потомственно именовался Меллером-Закомельским. | |
| 8 августа 1799       | Князь Италийский     | Генерал-фельдмаршал граф Александр Васильевич Суворов-Рымникский (1729—1800)                                    |                             | За Итальянский поход в апреле-августе 1799 года Именным Высочайшим указом возведён с нисходящим потомством в княжеское Российской Империи достоинство с титулом Италийского и повелено ему именоваться впредь князем Италийским графом Суворовым-Рымникским (потомственно). Использовался и титул Князь Суворов без прибавления прозвания Италийский (см.). В его княжеский герб была включена политическая карта Италии (ОГ IV, 7). | См. выше. |
| 1800(?)              | Миха́йловский         | Статский советник Иван Лукьянович Данилевский (1751—1807)                                                       |                             | В честь Михайловского замка. Первый известный случай дарования почётного прозвания по ходатайству о предоставлении такового. | Потомство его именовалось Михайло́вскими-Даниле́вскими. |
| 6 декабря 1812       | Смоленский           | Генерал-фельдмаршал светлейший князь Михаил Илларионович Голенищев-Кутузов (1745—1813)                          |                             | За победы русской армии в пределах Смоленской губернии в ходе Отечественной войны 1812 года Именным Высочайшим указом пожаловано наименование Смоленский. | Род его угас с его смертью 16 (28) апреля 1813 года (в женском поколении — в 1854 году). Внуку Кутузова Толстому 7 мая 1859 года передана была только фамилия Голенищев-Кутузов без княжеского титула и наименования Смоленский, так как Кутузов «был пожалован этими почётными титулами только лично, без распространения их на потомство». |
| 30 сентября 1816.    | Измаильский          | Подполковник Степан Иванович Пугачёвский (род. до 1781 — ум. не ранее 1825) и его братья Иосиф и Иван Ивановичи |                             | За отличие при взятии Измаила 11 (22) декабря 1790 года, проявленное подполковником С. И. Пугачёвским и ввиду сходства его фамилии «с фамилией Государственного изменника «Пугачёва»», Высочайшим указом дозволено ему и братьям его принять фамилию Измаильских. | Первоначально С. И. Пугачёвский просил присвоить ему фамилию Леонтович (по фамилии матери), затем — Александров (в честь императора Александра I), но эти просьбы были отвергнуты. Сам он отклонил предложенную фамилию Гачевский (вероятно, из-за существовавшей традиции. Род С. И. Измаильского существовал в 1901 году.                  |
| 1 апреля 1826        | Верный               | Иван Васильевич Шервуд (1798—1867)                                                                              |                             | За участие в раскрытии заговора декабристов Высочайшим указом «в ознаменование особенного благоволения нашего и признательности к отличному подвигу, оказанному против злоумышленников, посягавших на спокойствие, благосостояние государства и на самую жизнь блаженные памяти государя императора Александра I» повелено Шервуду впредь именоваться «Шервуд-Верный». В русском обществе не пользовавшийся популярностью Шервуд был известен как Шервуд-Скверный. | Был трижды женат и имел потомство. |
| 15 марта 1828        | Граф Эриванский      | Генерал от инфантерии Иван Фёдорович Паскевич (1782—1856)                                                       |                             | За взятие Эривани (1827) 1 (13) октября 1827 года в ходе Русско-персидской войны 1826—1828 годов именным Высочайшим указом возведён с нисходящим потомством в графское Российской Империи достоинство с наименованием граф Паскевич-Эриванский. В его герб было включено изображение башни с развалинами крепости и надписью «ЭРИВАНЬ» (ОГ X, 14). Впоследствии получил титул князя Варшавского (см. ниже). | Род его угас 16 июня 1903 года. |
| 30 июля 1829         | Забалканский         | Генерал от инфантерии граф Иван Иванович Дибич (1785—1831)                                                      |                             | За переход в середине июля 1829 года русских войск через Балканы (в ходе Русско-турецкой войны 1828—1829 годов), считавшиеся дотоле неодолимыми, Именным Высочайшим указом пожаловано наименование Забалканский и повелено именоваться потомственно графом Дибичем-Забалканским. | Род его угас с его беспотомственной смертью 29 мая 1831 года. |
| 4 сентября 1831      | Князь Варшавский (I) | Генерал-фельдмаршал граф Иван Фёдорович Паскевич-Эриванский (1782—1856)                                         |                             | За взятие Варшавы 25 августа (6 сентября) 1831 года в ходе подавления польского восстания 1830—1831 годов Именным Высочайшим указом возведён с нисходящим потомством в княжеское Российской Империи достоинство с титулованием Светлостью и повелено ему именоваться князем Варшавским графом Паскевичем-Эриванским (потомственно). В его княжеский герб был включён герб Варшавы (ОГ X, 3 и ОГ XI, 1). | Род его угас 16 июня 1903 года. |
| 4 декабря 1855       | Карсский             | Генерал от инфантерии Николай Николаевич Муравьёв (1794—1866)                                                   |                             | За взятие Карса 16 ноября 1855 года в ходе Крымской войны. Удостоен приставки к фамилии Карсский (Карский) одновременно с пожалованием ордена Святого Георгия II степени. | Род угас с его смертью без мужского потомства 23 октября (4 ноября) 1866 года и окончательно после 1895 года со смертью его дочери Антонины. |
| 26 августа 1858      | Граф Амурский        | Генерал от инфантерии Николай Николаевич Муравьёв (1809—1881)                                                   |                             | За подписание с Китаем Айгунского договора 16 мая 1858 года, по которому Амур до самого устья стал границей между Россией и Китаем (и тем самым к России возвращалось левобережье Амура, утраченное в 1689 году) Именным Высочайшим указом возведён с нисходящим потомством в графское Российской Империи с наименованием граф Муравьёв-Амурский. | Умер без потомства 18 (30) ноября 1881 года. Согласно его желанию, его племяннику Валериану Валериановичу Муравьёву (1861—1922) Именным Высочайшим указом 16 июня 1882 года разрешено принять титул и фамилию графа Муравьёва-Амурского. Титул угас в 1930 году.                                                                             |
| 17 апреля 1865       | Виленский            | Генерал от инфантерии Михаил Николаевич Муравьёв (1796—1866)                                                    |                             | За успешное подавление восстания 1863 года в бытность его главным начальником Северо-западного края (Виленским, Ковенским и Гродненским генерал-губернатором, командующим войсками Виленского военного округа (с резиденцией в Вильне). 17 апреля 1865 года с увольнением от должности генерал-губернатора Именным Высочайшим указом возведён с нисходящим потомством в графское Российской Империи достоинство и почётную приставку к фамилии — Виленский. В антиправительственных кругах был также известен как Муравьёв-Вешатель. Род его существовал на 1900 год. | |
| 4 апреля 1866        | Костромской          | Осип Иванович Комиссаров (1838—1892)                                                                            |                             | За предотвращение покушения на императора Александра II 4 апреля 1866 года. крестьянин Комиссаров возведён в потомственное дворянство с присвоением фамилии Комиссаров-Костромской, по месту его рождения в Костромской губернии. | Был женат и имел, по крайней мере, одну дочь. |
| 23 ноября 1906       | Тян-Шанский          | Действительный тайный советник Пётр Петрович Семёнов (1827—1914)                                                |                             | Второй известный случай дарования почётного прозвания по ходатайству о предоставлении такового: 26 июля 1906 года ходатайствовал «о Высочайшем соизволении присоединить к моей фамилии одно из двух географических имён местностей, которых мне первому удалось достигнуть (Тян-Шань или Хан-Тенгри)». В ознаменование 50-летия первой экспедиции по исследованию горной системы Тянь-Шань в 1856—1857 годах Высочайшим указом было дозволено с нисходящим потомством присоединить к фамилии название исследованной, во время предпринятого в 1856-1857 годах отважного путешествия в Центральную Азию, местности Тян-Шань. | Фамилию Семёнов-Тян-Шанский носили и его потомки. Род существующий. |
| 1907                 | Тринадцатый          | Константин Петрович Иванов (1872—1933)                                                                          |                             | Будучи в чине лейтенанта вахтенным офицером крейсера «Рюрик» К.П. Иванов 13-й (в то время флотским офицерам с одинаковыми фамилиями присваивались порядковые номера) во время боя в Корейском проливе 14 августа 1904 года за убылью офицеров принял на себя командование крейсером. Был трижды ранен и дважды контужен. Приказав затопить корабль, последним сошёл с борта и был поднят японскими кораблями. В ознаменование геройской гибели крейсера «Рюрик» и на воздаяние доблести его последнего командира, Николай II наградил Иванова орденом Святого Георгия IV степени и высочайше повелел заменить порядковый номер «13-й» и отныне писаться «Тринадцатый» полной прописью, присоединив эту цифру к его, и его потомства, фамилии как неразрывную часть | Род существующий |
| 19 сентября 1914     | Туркестанский        | Братья Пётр (1857—1926) и Алексей (1861—1934) Михайловичи фон Кауфман                                           | П. М. Кауфман А. М. Кауфман | Получили приставку к фамилии в увековечивание памяти их дяди Константина Петровича фон Кауфмана (1818—1882), первого командующего войсками Туркестанского военного округа (фактически - туркестанского генерал-губернатора), покорителя Туркестана (Бухарского эмирата, Кокандского и Хивинского ханств), род которого пресёкся в 1891 году. | Род Петра угас с его смертью 6 марта 1926 года (единственный его сын умер до отца), род Алексея - 25 июля 1934 года (потомства не имел). |
| 6 (19) августа 1920. | Крымский (II)        | Генерал-лейтенант Яков Александрович Слащёв (1885—1929)                                                         |                             | Право именоваться Слащёвым-Крымским «в воздаяние его заслуг по спасению Крыма» в конце 1919 года и начале 1920 года получил приказом № 3505 генерала Врангеля. В эмиграции судом чести был уволен со службы без права ношения мундира. В 1921 году перешёл на сторону красных, за что в эмигрантской среде получил неофициальное прозвище Генерал предатель крымский. | Был дважды женат и имел от каждого из браков по дочери. |

Известен, по крайней мере, один случай отказа от дарования почётного прозвания, несмотря на ходатайство о предоставлении такового:
| Дата обращения  | Прозвание     | Кто просил о пожаловании                                            | Портрет | Примечания |
| --------------- | ------------- | ------------------------------------------------------------------- | ------- | --- |
| 1916 (отказано) | Крымский (II) | Действительный статский советник Павел Васильевич Попов (1869—1943) |         | В 1916 году конфиденциально обращался к Таврическому губернатору с ходатайством «во внимание к заслугам его предков» (и, в первую очередь, его прадеда Василия Степановича Попова (1745—1822)) «в деле присоединения Крыма к России, именоваться с нисходящим потомством “Поповыми-Крымскими”». Ходатайство было отклонено, так как род Поповых не является древним. |

## Почётные неофициальные прозвания
В настоящее время известен один случай предоставления неофициального почётного прозвания, которое впоследствии получило официальный статус:
| Дата пожалования   | Прозвание      | Кто жалован                                                                | Портрет | Примечания |
| ------------------ | -------------- | -------------------------------------------------------------------------- | ------- | --- |
| конец 1850-х годов | Закуньлунский. | Герман Шлагинтвейт (нем. Hermann Rudolph Alfred Schlagintweit) (1826—1882) |         | За переход горного хребта Куньлунь (Кююлюнь) (вместе со своим братом Робертом был первым европейцем, перешедшим этот хребет) награждён Казанским литературным обществом, занимавшимся исследованием Центральной Азии, прозванием Закуньлунского. Почётное прозвание в виде родовой фамилии утверждено за ним баварским правительством 24 ноября 1859 года, когда он был возведён королём Баварским в дворянское достоинство с фамилией фон Шлагинтвайт-Закюнлюнски (нем. von Schlagintweit-Sakünlünski). В 1866 году возведён в баронское Королевства Баварского достоинство с титулом барон фон Шлагинтвайт. Предположительно, умер бездетным холостяком. |

По данным, почётное прозвание Закуньлунский было тогда же присвоено и Роберту Шлагинтвейту
| Дата пожалования   | Прозвание      | Кто жалован                                                | Портрет | Примечания |
| ------------------ | -------------- | ---------------------------------------------------------- | ------- | --- |
| конец 1850-х годов | Закуньлунский. | Роберт Шлагинтвейт (нем. Robert Schlagintweit) (1833—1885) |         | За переход горного хребта Куньлунь (Кююлюнь) вместе со своим братом Германом. 24 ноября 1859 года, когда он был возведён королём Баварским в дворянское достоинство с фамилией фон Шлагинтвайт (без прибавления Закюнлюнски)(нем. von Schlagintweit). Предположительно, умер бездетным холостяком. |

## Сатирические неофициальные прозвания
Народ или общественность награждала отдельных лиц сатирическими прозваниями, подражающими официально пожалованным, и отражающими, как правило, негативное отношение к деятельности указанных лиц.
| Дата «получения»      | Прозвания       | Кто «жалован»                                                                                                  | Портрет | Примечания |
| --------------------- | --------------- | --- | ------- | --- |
| середина 1800-х годов | Американец      | Граф Фёдор Иванович Толстой (1782—1846)                                                                        |         | Во время кругосветного путешествия (1803—1805) посетил Русскую Америку. Род его угас с его смертью 24 октября (5 ноября 1846 года; в женском поколении — в 1887 году). |
| начало 1829           | Граф Ерихонский | Генерал от инфантерии Иван Фёдорович Паскевич (1782—1856)                                                      |         | Ироническое прозвание, придуманное А.П. Ермоловым, обыгрывающее полученное И.Ф. Паскевичем почётное прозвание графа Эриванского (см. выше). |
| 1839                  | Дворецкий       | Генерал-лейтенант граф Пётр Андреевич Клейнмихель (1793—1869)                                                  |         | За перестройку Зимнего дворца после пожара 1837 года, выполненную им с замечательной быстротой, возведён 26 марта 1839 года в графское Российской Империи достоинство, а граф К. Ф. Толь предложил присвоить ему и фамилию Дворецкий. |
| середина 1800-х годов | Варшавский (II) | Генерал Арсений Андреевич Закревский (1786—1865), имеющий графское Великого Княжества Финляндского достоинство |         | За закрытие борделя «Варшависки» в Москве. Род угас с его смертью 11 (23) января 1865 года (в женском колене — 22 марта 1884 года). |
| 1854                  | Граф Альмавива  | Адмирал светлейший князь Александр Сергеевич Меншиков (1787—1869)                                              |         | Ироничное прозвание, придуманное им самим после поражения на реке Альма 8 (20) сентября 1854 года в ходе Крымской войны и заимствованное у одного из персонажей пьес Бомарше «Севильский цирюльник» и «Женитьба Фигаро» графа Альмавива (фр. le comte Almaviva). После сражения под Балаклавой 13 (25) октября 1854 года в ходе той же кампании, русские солдаты стали называть его Изменщиков. |
| 1886                  | Азийский        | Генерал-майор Николай Михайлович Пржевальский (1839—1888)                                                      |         | Исследователь Центральной Азии (1867—1888). Ироничное прозвание предложено Е. П. Карновичем на основе присвоения почётного прозвания Шлагинтвейту (см. выше). Умер без потомства 20 октября (1 ноября) 1888 года. |
| 1886                  | Папуасский      | Николай Николаевич Миклухо-Маклай (1846—1888)                                                                  |         | В 1870—1880-х годах изучал коренное население Юго-Восточной Азии, Австралии и Океании, в том числе папуасов. Ироничное прозвание предложено Е. П. Карновичем на основе присвоения почётного прозвания Шлагинтвейту (см. выше). |
| 1896                  | Князь Ходынский | Великий князь Сергей Александрович (1857—1905)                                                                 |         | Будучи московским генерал-губернатором, обвинялся общественностью в катастрофе на Ходынском поле 18 (30) мая 1896 года. Был убит, не оставив потомства, 4 (17) февраля 1905 года. |
| 1905                  | Князь Цусимский | Великий князь Алексей Александрович (1850—1908)                                                                |         | Будучи управляющим военно-морским ведомством России, обвинялся общественностью в поражении при Цусиме 14 (27) мая 1905 года. Умер 1 (14) ноября 1908 года, не оставив легитимного потомства. |
| 1905                  | Полусахалинский | Граф Сергей Юльевич Витте (1849—1915)                                                                          |         | За утрату по подписанному им Портсмутскому мирному договору 23 августа (5 сентября) 1905 года южной половины Сахалина. Род его угас с его беспотомственной смертью 28 февраля (13 марта) 1915 года. |
| середина 1910-х годов | Дарданелльский  | Павел Николаевич Милюков (1859—1943)                                                                           |         | За неоднократные требования передать России после войны контроль над черноморскими проливами Босфор и Дарданеллы, с которыми он выступал после начала Первой мировой войны. |
| 1887                  | Палкин          | Николай I (1796—1855) Император Всероссийский                                                                  |         | Лев Толстой в рассказе «Николай Палкин» |
| При жизни             | Кровавый        | Николай II (1868—1918) Император Всероссийский                                                                 |         | В связи с событиями на Ходынке и 9 января 1905 года прозван радикальной оппозицией «Николаем Кровавым». |